# 卡斯爾福德
卡斯爾福德（Castleford）是英格蘭北約克郡的一個城鎮，也是威克菲爾德都市區五個城鎮中規模最大的城鎮。卡斯爾福德在2011年有人口39,192人。是利兹附近的一个小镇。